# Oficina de Justicia del Reich

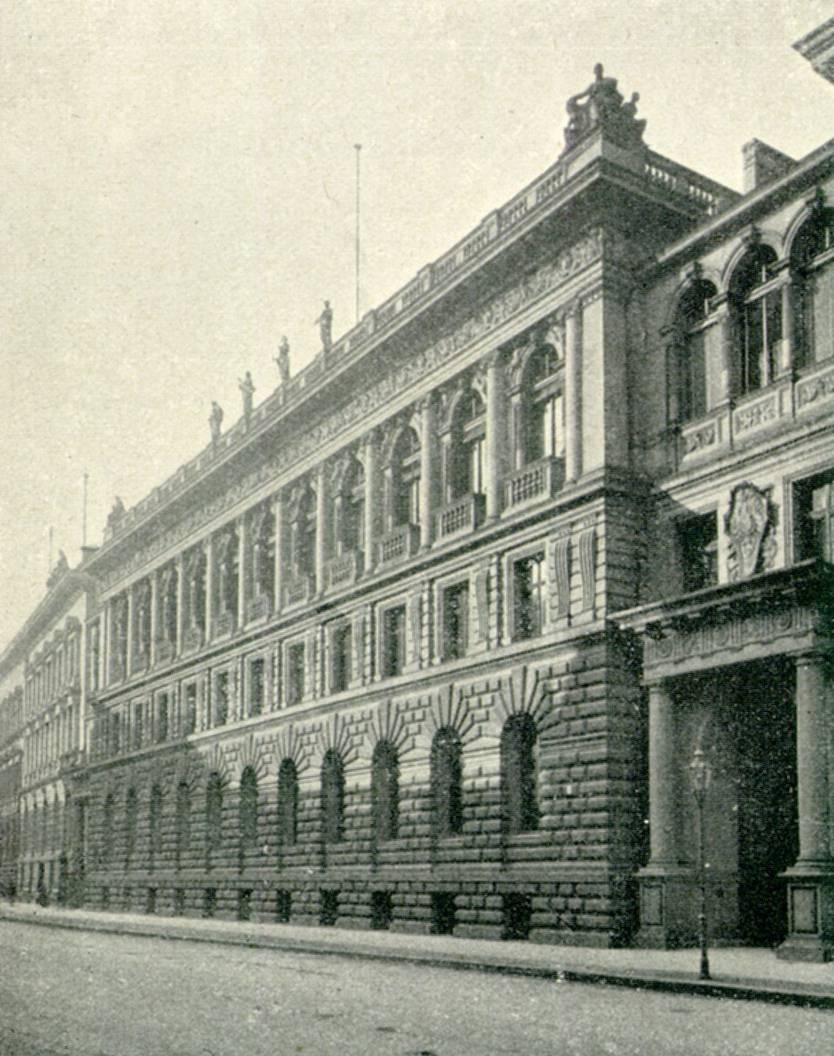
Edificio de la Oficina.

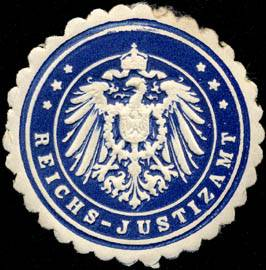
Sello.

La Oficina de Justicia del Reich (en alemán: Reichsjustizamt) era la autoridad suprema del Imperio alemán. Se estableció en 1875 como División IV en la Cancillería del Reich y el 1 de enero de 1877 de forma independiente.
Apoyó el Reichsleitung, el Reichstag y el Bundesrat en el proceso legislativo. Su área de negocios incluía el Reichsgericht, el Oberreichsanwaltschaft y la Oficina Imperial de Patentes. La administración de los otros tribunales y autoridades judiciales, sin embargo, era responsabilidad de los estados. La Oficina de Justicia del Reich fue precedida por un Secretario de Estado.

## Desarrollo, estructura y organización
Los planes cruciales para la Oficina de Justicia del Reich fueron preparados bajo la dirección del Vicecanciller Rudolph von Delbrück. El Reichstag se ocupó del establecimiento de los Reichsjustizamtes mediante las deliberaciones para el presupuesto imperial de 1875. El debate correspondiente en el Reichstag tuvo lugar el 1 de diciembre de 1874. El título del presupuesto para el Reichsjustizam fue aprobado por mayoría.
Otras deliberaciones en el Reichstag el 7 de noviembre de 1876 trataron sobre el estado de una oficina legal independiente del Reich como la máxima autoridad del Reich. Aquí, sobre todo, el liderazgo de la oficina fue destacado por un Secretario de Estado. Pero las transacciones comerciales continuaron por el momento en el presidente de la Cancillería del Reich, donde se vieron afectadas las plantillas para el Consejo Federal.
La Oficina de Justicia del Reich tenía en esta fase inicial, solo un pequeño personal. Además del director, había cuatro consejos de los altavoces y dos trabajadores "auxiliares", próximos cuatro secretarias, calculadoras, y los registradores. El Secretario de Estado controlaba los gastos de personal adicionales mediante un Dispositionsfonds, mediante el cual podía reclutar escritores asistentes, secretarios de firmas de abogados y trabajadores no calificados.
El primer plan de negocios para las próximas tareas fue presentado por el primer director del antiguo Ministerio de Justicia de Prusia, subsecretario de Estado Heinrich Friedberg, cuando se trató de los fondos de la Administración de Justicia del Reich el 14 de marzo de 1877 en las deliberaciones del Reichstag. Los problemas de personal también se aclararon en la medida en que los abogados de Sajonia, Baviera, Württemberg y Prusia habían acordado cooperar.
En la administración de justicia del Reich, el Reichsjustizamt estuvo en conflicto con las administraciones judiciales de los estados, que fueron apoyadas por el Bundesrat. Un desarrollo similar había existido para el Ministerio de Finanzas, que también podría elevarse paso a paso a una autoridad superior sobre las instalaciones de los estados federales. Por lo tanto, al principio, el enfoque del trabajo de la Oficina de Justicia del Reich fue el desarrollo del Reichsjustizgesetze.
El Ministerio de Justicia tenía su sede en Berlín en la Voßstraße 4-5 en un edificio construido por Oberbaurat Mörner en los años 1877 a 1880 con tres pisos. En el sótano estaba la biblioteca, que fue construida después de la biblioteca de San Marco en Venecia. El espacio de la oficina se ha establecido en el primer piso. Arriba estaban el departamento del Secretario de Estado y las salas de recepción para visitantes.
El último jefe de los Reichsjustizamtes, Paul von Krause, fue relevado de su cargo el 13 de febrero de 1919. Esto fue seguido por el Secretario de Estado en el Reichsjustizamt. Otto Landsberg (1869-1957). Con la fundación de la República de Weimar en 1919, el Ministerio de Justicia del Reich surgió del Reichsjustizamt. Otto Landsberg también se convirtió en el primer ministro de Justicia del Reich en el Gabinete Scheidemann.

## Secretarios de Estado
| N.º |  | Secretario de Estado del Reichsjustizamt | Inicio                  | Final                 |
| --- |  | ---------------------------------------- | ----------------------- | --------------------- |
| 1   |  | Heinrich Friedberg (1813-1895)           | 21 de diciembre de 1876 | 30 de octubre de 1879 |
| 2   |  | Hermann von Schelling (1824-1908)        | 19 de noviembre de 1879 | 31 de enero de 1889   |
| 3   |  | Otto von Oehlschläger (1831-1904)        | 19 de febrero de 1889   | 2 de febrero de 1891  |
| 4   |  | Robert Bosse (1832-1901)                 | 2 de febrero de 1891    | 24 de marzo de 1892   |
| 5   |  | Eduard Hanauer (1829-1893)               | 2 de abril de 1892      | 30 de abril de 1893   |
| 6   |  | Rudolf Arnold Nieberding (1838-1912)     | 11 de julio de 1893     | 25 de octubre de 1909 |
| 7   |  | Hermann Lisco (1850-1923)                | 25 de octubre de 1909   | 5 de agosto de 1917   |
| 8   |  | Paul von Krause (1852-1923)              | 7 de agosto de 1917     | 13 de febrero de 1919 |